# Viola Raheb
Viola Bishara Mitri Al Raheb (* 2. Oktober 1969 in Bethlehem, damals jordanisches Palästina unter israelischer Militärkontrolle) ist eine palästinensische Friedensaktivistin und Theologin.
Viola Raheb wuchs in Bethlehem im Westjordanland als Tochter einer alteingesessenen Familie palästinensischer arabischer Christen auf und besuchte die Evangelisch-Lutherische-Schule, wo sie 1987 ihr Abitur machte. An der Ruprecht-Karls-Universität Heidelberg studierte sie Pädagogik und Theologie; das Studium schloss sie 1995 ab.
Sie ist die Schwester von Mitri Raheb, dem Direktor des Internationalen Begegnungszentrums Bethlehem. Sie war Schulrätin für christliche Schulen in Palästina und leitete das Programm von fünf Schulen der Evangelisch-Lutherischen Kirche in Jordanien und im Heiligen Land (ELCJHL). 
Am 29. Juni 2002 heiratete Viola Raheb den Musiker Marwan Abado, einen österreichischen Staatsbürger palästinensischer Herkunft. Viola Raheb lebt mit ihm in Wien und arbeitet heute freiberuflich als Konsulentin im Bereich der Entwicklungszusammenarbeit und Erwachsenenbildung.

## Publikationen
- Das Schulsystem in Palästina und Bildung ist ein Weg zur Veränderung. Der Einfluss der Politik auf das Bildungssystem in Palästina; in: Verwurzelt im Heiligen Land. Einführung in das Palästinensische Christentum; Frankfurt 1995
- Geboren zu Bethlehem. Notizen aus einer belagerten Stadt; AphorismA Sonderheft 16, Frühjahr 2003; ISBN 978-3-86575-152-2
- Nächstes Jahr in Bethlehem. Notizen aus der Diaspora; AphorismA Verlag, 2008; ISBN 978-3-86575-007-5